# Chylinski Sándor
lovag Chylinski Sándor István Valerián Béla Géza (Hietzing, Bécs, 1863. június 19. – Trencsén, 1912. október 6.) lengyel származású magyar katonatiszt, lövész, feltaláló.

## Felmenői, családja
Édesapja, lovag Chylinski Filox (Sośnica, Lengyelország – Budapest, 1874. augusztus 8.) lengyel származású osztrák császári főhadnagy Wrbna László könnyű lovasezredében, azonban az 1848–49-es forradalom és szabadságharc idején tiszti hivatalát letette és feltehetően a magyar szabadságharcosok oldalára állt.
Édesanyja, báró thomas-towni O'Naghten József Ignác Vilmos (Eperjes, 1789. március 19. – Pócspetri, 1844. december 29.) ír származású császári és királyi kamarás és százados és gróf gönczruszkai Kornis Mária Magdolna lánya, báró thomas-towni O'Naghten Mária Magdolna Klára Anna (Pócspetri, 1833. szeptember 19. – Debrecen, 1899. október 29.).
Szülei Pócspetrin 1848. szeptember 18-án kötöttek házasságot.
Chylinski Sándor Budapesten, 1901. október 14-én vette feleségül Mihálkovits István lányát, Mihálkovits Ilonát (Zenta, 1865. november 22. – ). Házasságuk gyermektelen maradt.
Testvérei:
- Leontin Emília Auguszta (Nyíregyháza, 1853. június 22.[10] – ), férje: Budapest, 1877. április 7.[11] nagyrákói és kelemenfalusi Rakovszky István királyi ügyész
- György Károly János Valerián (Modor, 1861. január 18.[12] – Debrecen, 1936.) dragonyostiszt, császári és királyi fényképész, moziigazgató, 1. felesége: Stegmüller Etelka, 2. felesége: Debrecen, 1912. november 26.[13] Perczel (Pollacsek) Karola Mária (Budapest, 1880. február 20. – Debrecen, 1939. november 22.)[14] mozdulatművész
- Mária (Bécs, 1869. – Budapest, 1903. május 28.)[15][16] énekesnő, színésznő, a közéletben: Csongory Mary vagy Csongory Mariska[17]

## Pályafutása
1890. november 1-től hadnagyként szolgált a 62. honvéd gyalogezredben. 1891. augusztus 27-én helyezték át a marosvásárhelyi 22. honvéd gyalogezredhez. 1894. május 1-től már főhadnagyként szolgált, május 17-én azonban áthelyezték a budapesti 1. honvéd gyalogezredhez. 1900. november 1-én nevezték ki II. osztályú századossá a budapesti 1. honvéd gyalogezrednél. 
1900. december 12-én Fejérváry Géza honvédelmi miniszter dicséretben részesítette a Királyhidai Gyalogsági Lőiskolában szakaszparancsnoki minőségben több éven át kiválóan végzett oktatói tevékenységéért. 
1901. október 1-én II. osztályú századosként helyezték a pozsonyi 13. honvéd gyalogezredhez. 1902-től I. osztályú századosként szolgált. 1903. május 11-én szabadalmat szerzett egy, a katonai fegyverekre alkalmazandó új célgömbre. 1904. április 1-én Ferenc József osztrák császár és magyar király legfelsőbb megelégedésének tudomására adását rendelte el a lövésben való kiképzés körül kifejtett tevékenysége által szerzett különös érdemei elismeréséül. 1908-ban Katonai Érdemkereszttel tüntették ki.
1911. április 30-án nevezték ki a trencséni 15. honvéd gyalogezredhez, ahol a lő- és fegyverszakmába tartozó ügyek vezetésének ellátásáért felelős törzstisztként működött egészen 1912. október 6-án bekövetkezett haláláig.

## Feltalálóként
1903. május 11-én szabadalmat szerzett egy, a katonai fegyverekre alkalmazandó új célgömbre. Az általa kifejlesztett új célgömb rendkívül megkönnyítette a célzást és a biztos lövést. Alakja két oldalról három-négy milliméternyi fallal védett háromszög. Ezeknek az oldalfalaknak fő jelentőségük az volt, hogy a fegyver helyes tartását biztosítsák, illetve a fegyvernek nem kellő fekvését nyomban szembeötlővé tegyék. Ilyen módon ugyanakkor, amikor a célzó az irány- vagy célvonalat keresi, egyszersmind a fegyver mintegy önmagától a helyes fekvésbe terelődik, úgy hogy a célt a legcsekélyebb figyelem mellett alig lehet eltéveszteni. 
Chylinski Sándor találmánya számos más országban is szabadalomban részesült.

## Származása
| lovag Chylinski Sándor (Hietzing, Bécs, 1863. június 19.– Trencsén, 1912. október 6.) katonatiszt, lövész, feltaláló | Apja: lovag Chylinski Filox (Sośnica, Lengyelország – Budapest, 1874. augusztus 8.) főhadnagy            | Apai nagyapja: lovag Chylinski Félix | Apai nagyapai dédapja: |
| lovag Chylinski Sándor (Hietzing, Bécs, 1863. június 19.– Trencsén, 1912. október 6.) katonatiszt, lövész, feltaláló | Apja: lovag Chylinski Filox (Sośnica, Lengyelország – Budapest, 1874. augusztus 8.) főhadnagy            | Apai nagyapja: lovag Chylinski Félix | Apai nagyapai dédanyja: |
| lovag Chylinski Sándor (Hietzing, Bécs, 1863. június 19.– Trencsén, 1912. október 6.) katonatiszt, lövész, feltaláló | Apja: lovag Chylinski Filox (Sośnica, Lengyelország – Budapest, 1874. augusztus 8.) főhadnagy            | Apai nagyanyja: Csechovszka Emília | Apai nagyanyai dédapja: |
| lovag Chylinski Sándor (Hietzing, Bécs, 1863. június 19.– Trencsén, 1912. október 6.) katonatiszt, lövész, feltaláló | Apja: lovag Chylinski Filox (Sośnica, Lengyelország – Budapest, 1874. augusztus 8.) főhadnagy            | Apai nagyanyja: Csechovszka Emília | Apai nagyanyai dédanyja: |
| lovag Chylinski Sándor (Hietzing, Bécs, 1863. június 19.– Trencsén, 1912. október 6.) katonatiszt, lövész, feltaláló | Anyja: báró thomas-towni O'Naghten Mária (Pócspetri, 1833. szeptember 19. - Debrecen, 1899. október 29.) | Anyai nagyapja: báró thomas-towni O'Naghten József (Eperjes, 1789. március 19. - Pócspetri, 1844. december 29.) császári és királyi kamarás és százados | Anyai nagyapai dédapja: báró thomas-towni O'Naghten Vilmos császári és királyi kamarás és tábornok                                 |
| lovag Chylinski Sándor (Hietzing, Bécs, 1863. június 19.– Trencsén, 1912. október 6.) katonatiszt, lövész, feltaláló | Anyja: báró thomas-towni O'Naghten Mária (Pócspetri, 1833. szeptember 19. - Debrecen, 1899. október 29.) | Anyai nagyapja: báró thomas-towni O'Naghten József (Eperjes, 1789. március 19. - Pócspetri, 1844. december 29.) császári és királyi kamarás és százados | Anyai nagyapai dédanyja: báró miháldi Splényi Katalin                                                                              |
| lovag Chylinski Sándor (Hietzing, Bécs, 1863. június 19.– Trencsén, 1912. október 6.) katonatiszt, lövész, feltaláló | Anyja: báró thomas-towni O'Naghten Mária (Pócspetri, 1833. szeptember 19. - Debrecen, 1899. október 29.) | Anyai nagyanyja: gróf gönczruszkai Kornis Mária (1807. február 2. - 1873. április 19.)                                                                  | Anyai nagyanyai dédapja: gróf gönczruszkai Kornis János (Kolozsvár, 1781. szeptember 15. - 1840. augusztus 15.) Erdély kormányzója |
| lovag Chylinski Sándor (Hietzing, Bécs, 1863. június 19.– Trencsén, 1912. október 6.) katonatiszt, lövész, feltaláló | Anyja: báró thomas-towni O'Naghten Mária (Pócspetri, 1833. szeptember 19. - Debrecen, 1899. október 29.) | Anyai nagyanyja: gróf gönczruszkai Kornis Mária (1807. február 2. - 1873. április 19.)                                                                  | Anyai nagyanyai dédanyja: gróf tancsi Földváry Terézia (1785. - 1811.)                                                             |